# Смолінська селищна рада
Смо́лінська се́лищна ра́да — адміністративно-територіальна одиниця та орган місцевого самоврядування в Маловисківському районі Кіровоградської області. Адміністративний центр — селище міського типу Смоліне.

## Загальні відомості
- Населення ради: 9804 особи (станом на 2015 рік)[1]

## Населені пункти
Селищній раді підпорядковані населені пункти:
- смт Смоліне

## Склад ради
Рада складається з 30 депутатів та голови.
- Голова ради: Мазура Микола Миколайович
- Секретар ради: Ковшова Валентина Олександрівна

### Керівний склад попередніх скликань
| Прізвище, ім'я, по батькові | Основні відомості                                                                    | Дата обрання | Дата звільнення |
| --------------------------- | ------------------------------------------------------------------------------------ | ------------ | --------------- |
| Бубнов Олександр Федороввич | Селищний голова, 1941 року народження, член Всеукраїнського об'єднання «Батьківщина» | 26.03.2006   | 01.02.2008      |
| Мазур Микола Миколайович    | Селищний голова, 1972 року народження, безпартійний                                  | 30.11.2008   | 31.10.2010      |
| Мазура Микола Миколайович   | Селищний голова, 1972 року народження, освіта вища, безпартійний                     | 31.10.2010   |                 |

Примітка: таблиця складена за даними сайту Верховної Ради України

### Депутати
За результатами місцевих виборів 2010 року депутатами ради стали:

#### За суб'єктами висування
| Суб'єкт висування                                       | Кількість обраних депутатів | %    |
| ------------------------------------------------------- | --------------------------- | ---- |
| Політична партія Всеукраїнське об'єднання «Батьківщина» | 14                          | 46,7 |
| Партія регіонів                                         | 9                           | 30   |
| Самовисування                                           | 4                           | 13,3 |
| Комуністична партія України                             | 2                           | 6,7  |
| Політична партія «Нова політика»                        | 1                           | 3,3  |

#### За округами
| № округу                                                | Прізвище, ім'я, по батькові      | Дата визнання обраним | Освіта             | Партійна приналежність                        | Відомості про обраного депутата                                      |
| ------------------------------------------------------- | -------------------------------- | --------------------- | ------------------ | --------------------------------------------- | -------------------------------------------------------------------- |
| Комуністична партія України                             |                                  |                       |                    |                                               |                                                                      |
| 17                                                      | Григорьєва Наталія Володимирівна | 01.11.2010            | середня            | позапартійна                                  | Смолінська шахта, машиніст вагоноопрокидувача                        |
| 19                                                      | Руденко Наталія Володимирівна    | 03.11.2010            | середня спеціальна | член Комуністичної партії України             | тимчасово не працює                                                  |
| Партія регіонів                                         |                                  |                       |                    |                                               |                                                                      |
| 1                                                       | Бєлік Ніна Максимівна            | 01.11.2010            | середня спеціальна | член Партії регіонів                          | пенсіонер                                                            |
| 6                                                       | Кондратюк Наталія Іванівна       | 01.11.2010            | вища               | член Партії регіонів                          | пенсіонер                                                            |
| 12                                                      | Хуснудінова Людмила Олексіївна   | 01.11.2010            | середня            | член Партії регіонів                          | пенсіонер                                                            |
| 15                                                      | Бєдних Олена Леонідівна          | 01.11.2010            | вища               | член Партії регіонів                          | загальноосвітня школа № 3, вчитель                                   |
| 16                                                      | Біла Тетяна Вікторівна           | 01.11.2010            | середня спеціальна | член Партії регіонів                          | Смолінська шахта, працівниця виробничих лазень                       |
| 21                                                      | Маслова Ганна Миколаївна         | 01.11.2010            | середня спеціальна | член Партії регіонів                          | приватний підприємець                                                |
| 23                                                      | Пармьонова Зінаїда Леонідівна    | 01.11.2010            | середня спеціальна | член Партії регіонів                          | Смолінська СМСЧ-17, рентген — кабінет                                |
| 26                                                      | Токарєв Василь Філімонович       | 01.11.2010            | середня            | член Партії регіонів                          | Кіровоградський обласний центр дитячої та юнацької творчості, тренер |
| 27                                                      | Лукаш Наталія Анатолівна         | 01.11.2010            | вища               | член Партії регіонів                          | загальноосвітня школа № 3, вчитель                                   |
| Політична партія Всеукраїнське об'єднання «Батьківщина» |                                  |                       |                    |                                               |                                                                      |
| 2                                                       | Ковшова Валентина Олександрівна  | 01.11.2010            | вища               | член Всеукраїнського об'єднання «Батьківщина» | Смолінська селищна рада, секретар                                    |
| 3                                                       | Доник Микола Іванович            | 01.11.2010            | середня            | член Всеукраїнського об'єднання «Батьківщина» | пенсіонер                                                            |
| 4                                                       | Коваленко Людмила Миколаївна     | 01.11.2010            | середня            | позапартійна                                  | тимчасово не працює                                                  |
| 7                                                       | Вербовський Віктор Павлович      | 01.11.2010            | вища               | позапартійний                                 | КП «Енерговодоканал», начальник житлово-комунального господарства    |
| 8                                                       | Філоненко Валентина Миколаївна   | 01.11.2010            | вища               | член Всеукраїнського об'єднання «Батьківщина» | загальноосвітня школа № 2, вчитель                                   |
| 9                                                       | Карпук Степан Адамович           | 03.11.2010            | вища               | позапартійний                                 | пенсіонер                                                            |
| 10                                                      | Затуливітер Іван Григорович      | 01.11.2010            | середня            | позапартійний                                 | пенсіонер                                                            |
| 11                                                      | Заітов Роман Рушанович           | 01.11.2010            | вища               | позапартійний                                 | приватний підприємець                                                |
| 13                                                      | Колесникова Ніна Володимирівна   | 01.11.2010            | середня            | член Всеукраїнського об'єднання «Батьківщина» | приватний підприємець                                                |
| 14                                                      | Бойко Володимир Васильович       | 01.11.2010            | вища               | позапартійний                                 | Смолінська селищна рада, секретар виконкому                          |
| 22                                                      | Гордієнко Євгенія Петрівна       | 01.11.2010            | вища               | позапартійна                                  | тимчасово не працює                                                  |
| 25                                                      | Седіна Наталія Миколаївна        | 01.11.2010            | середня спеціальна | член Всеукраїнського об'єднання «Батьківщина» | Березівське відділеннязв'язку, начальник                             |
| 28                                                      | Горбачов Олександр Миколайович   | 01.11.2010            | середня            | член Всеукраїнського об'єднання «Батьківщина» | Смолінська шахта, прохідник                                          |
| 29                                                      | Шваюк Володимир Васильович       | 01.11.2010            | вища               | позапартійний                                 | приватний підприємець                                                |
| Політична партія «Нова політика»                        |                                  |                       |                    |                                               |                                                                      |
| 5                                                       | Лях Людмила Валер'янівна         | 01.11.2010            | середня спеціальна | член Політичної партії «Нова політика»        | управління з експлуатації газового господарства, контролер           |
| Самовисування                                           |                                  |                       |                    |                                               |                                                                      |
| 18                                                      | Брезіцький Олександр Антонович   | 01.11.2010            | вища               | позапартійний                                 | Смолінська шахта, електромеханік                                     |
| 20                                                      | Охотник Наталія Іванівна         | 01.11.2010            | вища               | позапартійна                                  | Смолінська селищна рада, спеціаліст по кадровій роботі               |
| 24                                                      | Чигир Валентина Михайлівна       | 01.11.2010            | середня            | позапартійна                                  | приватний підприємець                                                |
| 30                                                      | Слободяник Василь Дмитрович      | 01.11.2010            | середня спеціальна | позапартійний                                 | Смолінська шахта, прохідник                                          |